# Zeno (bysantinsk kejsare)

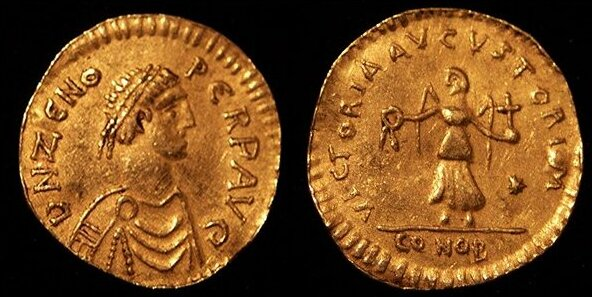
Zeno.

Zeno Isauriern, född omkring 425, död 491, östromersk kejsare 474-475 och 476-491.

## Biografi
Zeno upphöjdes av Leo I till patricier och chef för livvakten, och blev sedan förmäld med Leos dotter Ariadne. Efter att Leo lämnat tronen (till Leo II, Zenos och Ariadnes son) arrangerade Zeno så att han gemensamt med Leo II besteg denna, och när Leo II dog ung blev det Zeno som ensam regerade. En revolt av Basiliskos störtade för en tid 475-476 Zeno, men Basiliskos regim var grym och brutal och Zeno kunde snart återvända till makten.
Zenos politik var obemärkt. Han försökte utan framgång medla i teologiska konflikter (mellan monofysiterna och de ortodoxa). Det var Zeno som gav Theoderik den store uppdraget att invadera Italien och störta Odovakar.